# 春申路駅
春申路駅（しゅんしんろ-えき）は中華人民共和国上海市閔行区に位置する上海地下鉄5号線の駅である。

## 駅構造
- 相対式ホーム2面2線の高架駅。

## 歴史
- 2003年11月25日 - 開業。

## 隣の駅
上海軌道交通
■5号線
莘荘駅 - 春申路駅 - 銀都路駅